# Der Scutt

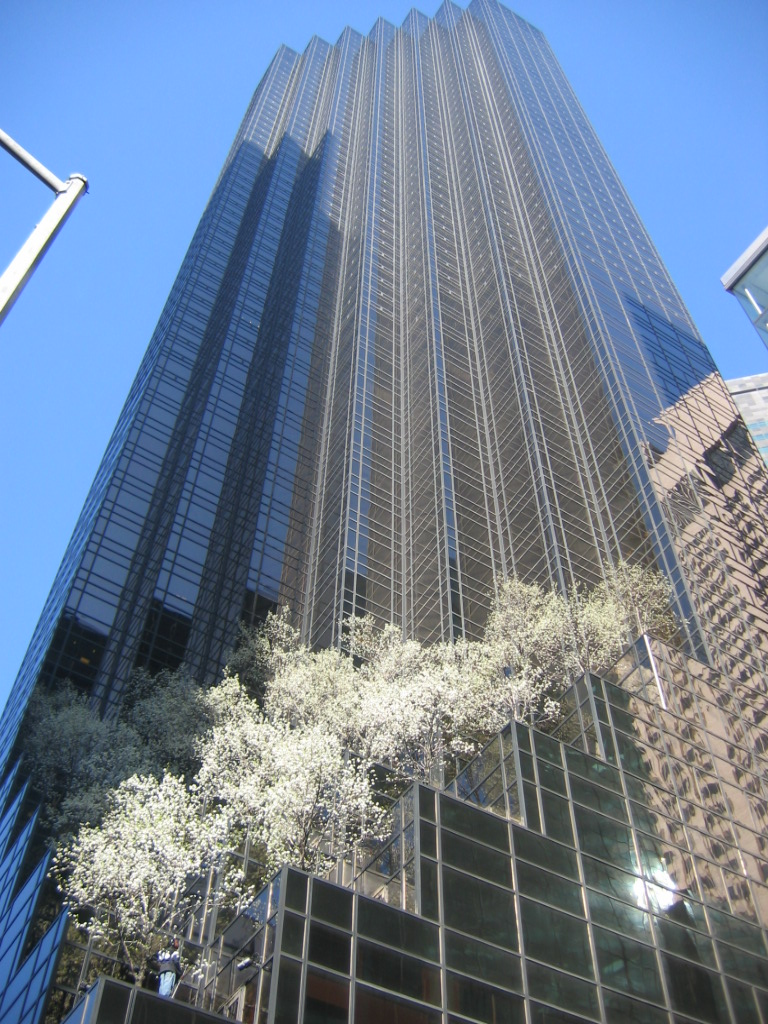
Trump Tower aus Sicht der 5th Avenue

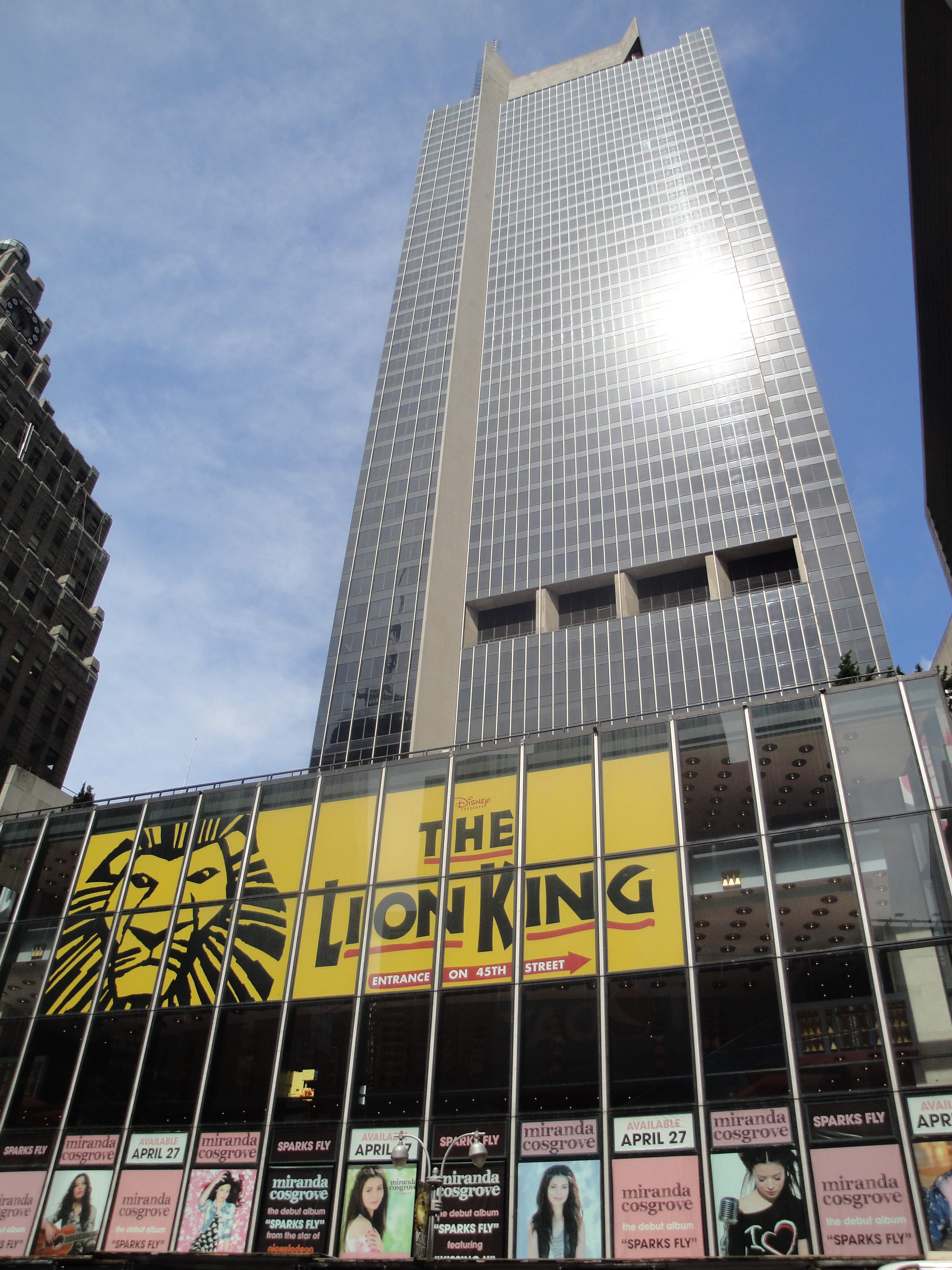
One Astor Plaza

Der Scutt, eigentlich Donald Clark Scutt (* 17. Oktober 1934 in Wyomissing, Pennsylvania; † 14. März 2010 in New York City, New York), war ein US-amerikanischer Architekt, der in den USA und vor allem in New York City zahlreiche Gebäude gestaltete, darunter den Trump Tower.

## Leben
Nach dem Studium an der Pennsylvania State University arbeitete Scutt ein Jahr lang mit dem Architekten Philip Johnson zusammen und schloss danach sein Architekturstudium an der Yale University mit einem Master-Abschluss ab. Von 1962 bis 1965 arbeitete Scutt für Paul Rudolph und führte dessen Büro in New York. Von 1965 bis 1975 gestaltete er das One-Astor-Plaza-Gebäude. 1981 machte sich Scutt selbstständig. Am 14. März 2010 starb er in seinem Haus in Manhattan an Leberversagen.

## Projekte (Auswahl)
- 1972 One Astor Plaza, New York City
- 1980 Grand Hyatt New York, New York City
- 1983 Trump Tower, New York City
- 1985 HSBC Bank, New York City
- 1986 100 United Nations Plaza Tower, New York City
- 1995 International Flavors & Fragrances, New York City
- 1998 40 Wall Street, New York City